# Rudolf Chappuzeau
Rudolf Chappuzeau (vollständiger Name Rudolf Georg Christian Chappuzeau oder Georg Rudolf Christian Chappuzeau; geboren 12. Februar 1769 in Ratzeburg; gestorben 1. April 1817 in Lauenburg/Elbe) war ein deutscher Beamter.

## Leben

### Familie
Rudolf Chappuzeau war Sohn von Jonas Christian Hermann Chappuzeau (1727–1785) und der Marie Juliane Philippine von Kaufmann (1744–1811).
Er heiratete die 1780 geborene Eleonore Magdalena Schlemm, Tochter des kurfürstlich braunschweig-lüneburgischen Kammersekretärs und Kammermeisters Heinrich Justus Ludwig Schlemm und der Dorothea Elisabeth Höcker (1735–1794), Tochter des Bürgers und Holzhändlers zu Neuhaus Johann Christian Höcker (1694–1738) und der Boitzenburger Bürgermeister-Tochter Johanna Dorothea Runge (geboren 1719).

### Werdegang
Rudolf Chappuzeau wurde 1769 im Herzogtum Sachsen-Lauenburg geboren. Im Alter von etwa 30 Jahren trat er in die Dienste des Kurfürstentums Braunschweig-Lüneburg zur Zeit der Personalunion zwischen Großbritannien und Hannover, zunächst als Amtschreiber in Amt Blumenau bei Wunstorf  und wechselte als solcher im Jahr 1800 in das Amt Ricklingen bei Schloß Ricklingen.
Während der sogenannten Franzosenzeit und später nach der Erhebung des vormaligen Kurfürstentums zum Königreich Hannover wirkte Chappuzeau von 1803 bis 1815 als Amtschreiber im Amt Bodenteich. Von 1815 bis in sein Todesjahr 1817 arbeitete Chappuzeau als Amtmann in Lauenburg an der Elbe.